# Virgin Earth Challenge
Virgin Earth Challenge a fost o competiție lansată în anul 2007 și încheiată în 2012, sponsorizată de Richard Branson proprietarul grupului de firme Virgin Group. Competiția a oferit un premiu de 25 milioane $ pentru inventarea unei tehnologii de extragere a gazelor cu efect de seră din atmosferă.  A fost cel mai mare premiu inițiat pentru știință și tehnologie. 
Premiul Virgin Earth Challenge este similar în concept cu alte competiții care vizează inovațiile de înaltă tehnologie, cum ar fi Premiul Orteig pentru zborul peste Atlantic și Ansari X Prize pentru zboruri spațiale.
Proiectul trebuia să conțină un sistem care să poată îndepărta cel puțin 1 miliard de tone de echivalent CO2 pe an, timp de cel puțin 10 ani. 
Soluția trebuie să fie viabilă din punct de vedere economic și să nu aducă  prejudicii mediului înconjurător în timpul utilizării.
În luna noiembrie 2011, au fost selectate 11 finaliste din cele peste 2.600 de echipe înscrise în competiție. Acestea au fost: Biochar Solutions – S.U.A., Biorecro – Suedia, Black Carbon – Danemarca, Carbon Engineering - Canada; Climeworks – Elveția, COAWAY – S.U.A., Full Circle Biochar – SUA, Global Thermostat – S.U.A., Kilimanjaro Energy – S.U.A., Smartstones-Olivine Foundation - Olanda și The Savory Institute – S.U.A. 
Cele unsprezece echipe finaliste reprezintă cinci tehnologii concurente, unele fiind reprezentate de mai multe finaliste.

## Legături extrene
- Virgin Earth Challenge Pagina web